# Среднее образование
Сре́днее образова́ние — традиционное название уровня (ступени) образования между начальным и высшим.
В современной российской традиции может применяться в качестве обозначения общего образования (дошкольное, начальное общее, основное общее, среднее (полное) общее), полученному в средней школе), или обучения в 11-летней школе, а также начальному профессиональному образованию, среднему профессиональному (специальному, техническому) образованию.
По Международной стандартной классификации образования (МСКО) среднее образование находится на 2 уровне.

## Дифференциация
Среднее образование обычно подразделяется на:
- основное общее / неполное среднее: 8−9 классов;
- среднее (полное) общее: 10−11 классов;
- начальное профессиональное образование: профессионально-технические училища, курсы рабочей молодёжи, лицеи;
- среднее профессиональное (специальное, техническое) образование: техникумы, колледжи, некоторые училища гуманитарного профиля — медицинские, ветеринарные, юридические, педагогические.

## История
Среднее образование, как промежуточная ступень между начальным (элементарным) и высшим (университетским) образованием, окончательно оформилась в конце Средних веков, в связи с прогрессом производства, науки и культуры.
В конце XIX — начале XX вв. дифференциация среднего образования на общее и специальное укрепилась в системах просвещения большинства стран.
В XIX в. в России система среднего образования оформилась в виде классического образования с основным типом учебных заведений — гимназиями. Наряду с общим образованием получило распространение специальное образование, получаемое в реальных училищах. Таким образом, до 1917 года в России среднее образование давалось прежде всего в гимназиях, реальных и коммерческих училищах.

## Среднее образование по странам

### Египет
Среднее образование в Египте бывает трёх различных типов: общее, профессиональное и техническое.

### Кипр
На Кипре, ученики получают среднее образование в два этапа. Первый этап дают гимназии или низшие средние школы (gymnasium, gymnasio), в течение 3 лет. После успешного окончания гимназии ученики получают выпускной сертификат (apolytirio), который позволяет им начать обучение в высшей средней школе. Высшее среднее образование в течение следующих 3 лет ученики получают в лицеях (lyceum, lykeio) или технических профессиональных школах (techniki scholi).

### Монако
В Монако среднее образование даётся в Колледже Шарля III, в Лицее Альберта I, который предоставляет общее и техническое образование, а также лицее, который даёт образование в сфере туризма. Также в Монако есть две частные школы, финансируемые религиозными общинами — Институт Франсуа д’Ассис Николя Баррэ и школа Доминиканцев и Международная школа Монако.

### Россия
См. также: Образование в России
В настоящее время среднее общее образование в России дают школы — средняя школа, школа с углублённым изучением предметов, профильная школа, учебно-воспитательный комплекс, лицей, гимназия в рамках школьного образования, а среднее профессиональное образование получают в колледжах и техникумах.

### Франция
Во Франции среднее образование даётся в рамках колледжей и лицеев.

### США
Средние школы (middle schools, junior high schools, или intermediate schools), как правило, обучают детей в возрасте от одиннадцати или двенадцати до четырнадцати лет — с шестого или седьмого по восьмой класс. В последнее время шестой класс все чаще включается в среднюю школу. Обычно в средней школе, в отличие от начальной, один учитель преподает один предмет. Ученики обязаны брать уроки по математике, английскому языку, естественным наукам, социальным наукам (часто включающим в себя мировую историю), и физкультуре. Один или два предмета ученики выбирают сами, обычно по иностранным языкам, искусствам и технологии.

### Швейцария
Обязательное среднее образование в Швейцарии — это начальная школа и первая ступень среднего образования (Secondaire I). Secondaire I — это 3 (в некоторых кантонах 4) класса, таким образом, обязательно обучение с 6 до 15 лет.
Полное среднее образование рассчитано на дополнительные 3-4 года обучения в старшей средней школе — Secondaire II. Аттестаты зрелости Maturité gymnasiale ученики получают в 18-19 лет. В конце первой ступени среднего образования (Secondaire I) происходит разделение учеников на тех, кто способен учиться по академической программе дальше и готовиться к учёбе в университете и на тех, кто успехов не демонстрирует. Последние уходят из школы и проходят подготовку к получению аттестата о среднем профессиональном образовании.

## Международное исследование качества образования в школах
В отличие от высшего образования, стандарты которого носят международный характер (Болонский процесс), качество среднего образования, стандарты подготовки школьников и учебных программ разрабатываются на государственном уровне в каждой отдельной стране. Единой международной стандартизации в среднем образовании практически нет: есть только общие требования к продолжительности обучения в школе (не менее 12 лет) и необходимости введения государственных экзаменов для выпускников школ. В одних странах школьники сдают 6 экзаменов (Великобритания, Франция), в других 12 (Швейцария). В большинстве стран цикл обучения в школе составляет 12 лет, но в Германии, Австрии среднее образование предусматривает 13-летнее обучение. В СССР цикл обучения составлял 10 лет, а количество экзаменов — 6. В современной России цикл обучения удлинился на 1 год и составил 11 лет, но количество обязательных государственных экзаменов снизилось всего до 2 — математики и русского языка. Остальные экзамены сдаются по желанию выпускника.
Образование — стратегически важное направление государственной политики. Поэтому, несмотря на отсутствие международных стандартов в части среднего образования, международные организации (ОЭСР, ЮНЕСКО, ООН и другие) считают крайне важным отслеживать изменения, происходящие в сфере среднего образования как на мировом уровне, так и на национальных, для чего проводят собственные исследования. Самым авторитетным таким исследованием является PISA (Programme for International Student Assessment). Согласно этому международному исследованию качества среднего образования, в среднем по ОЭСР качество подготовки школьников снижается (с 500 баллов в 2000 году до 493 баллов в 2009). Самое лучшее среднее образование, согласно рейтингу PISA, в Корее, Китае и Сингапуре. Из европейских стран список возглавляют Финляндия и Нидерланды. Россия из 65 стран, участвующих в рейтинге качества среднего образования в 2009 году, заняла 41 место, оказавшись позади Турции и Объединённых Арабских Эмиратов.

## Документы о среднем образовании
Во всех странах существует обязательная школьная программа, но её содержание и качество неодинаково во всех странах. В целях стандартизации требований к качеству и содержанию школьных программ разных стран были разработаны рекомендации Совета Европы относительно признания документов о среднем образовании. Согласно этим рекомендациям все страны разделены на 4 группы:
1 группа: Документы об образовании считаются эквивалентными. Страны, подписавшие конвенцию № 15/1953 Совета Европы об эквивалентности дипломов, необходимых для зачисления в университеты. Страны взаимно признают свои сертификаты о среднем образовании.
2 группа: Документы об образовании считаются частично признаваемыми. Страны, подписавшие Лиссабонскую Декларацию № 165/1997 о признании квалификаций в области высшего образования внутри европейского пространства.
3 группа: Документы об образовании считаются эквивалентными. Страны, подписавшие билатеральные соглашения об эквивалентности документов об образовании (Швейцария, Германия, Австрия, Франция, Италия)
4 группа: Документы об образовании не признаются. Страны, документы об образовании которых не признаются в Европе.
Россия входит во вторую группу. Аттестаты зрелости российского стандарта считаются частично признаваемыми. Виной тому 11-летнее школьное обучение (на Западе 12 лет) и несоответствие стандартов ЕГЭ в части набора дисциплин.